# Opravdići
Opravdići är ett samhälle i Bosnien och Hercegovina.   Det ligger i entiteten Republika Srpska, i den östra delen av landet, 80 km nordost om huvudstaden Sarajevo. Opravdići ligger 411 meter över havet och antalet invånare är 295.
Terrängen runt Opravdići är kuperad. Närmaste större samhälle är Milići, 12,1 km sydväst om Opravdići.
I omgivningarna runt Opravdići växer i huvudsak lövfällande lövskog. Runt Opravdići är det ganska tätbefolkat, med 67 invånare per kvadratkilometer.